# Torilis africana
Torilis africana, syn. Torilis heterophylla — вид квіткових рослин родини окружкових (Apiaceae).

## Біоморфологічна характеристика
Це однорічна рослина 40–60 см заввишки. Нижні листки 2-перисторозсічені; середні листки трійчасто-розсічені; верхні листки лінійні, цілісні, цілокраї чи віддалено-зубчасті. Парасольки 2–3-променеві. Пелюстки білі чи червоні, ≈ 1 мм завдовжки; крайові пелюстки не збільшені. Плід 3–5 мм завдовжки.

## Поширення
Африка, південь Європи, захід Азії.
В Україні вид зростає у бур'янистих місцях — у Криму (у центральній частині ПБК, Ялта), рідко.